# 专区行政公署
专区行政公署，或称专区行政专员公署、专区行署，是中华人民共和国在1949年至1970年代设立的地方行政管理机构，是省、自治区人民政府的派出机构，管理县、自治县和市。专区是其对应的行政区，专区行政公署的最高行政长官称为“行政专员”。

## 历史
中华民国大陆时期，各省设立行政督察区，“行政督察专员公署”（专署）为行政督察区的行政管理机构。最高行政长官称为“行政督察专员”，简称“行署专员”。
1949年中华人民共和国成立后，将“行政督察区”改设“专区行政公署”，简称“专署”，成为“专区”的行政机构。1950年1月，政务院通过的《省人民政府组织通则》，第13条规定：“各省得根据需要划为若干专员区，各设专员一人，并得设副专员一至二人。专员公署为省人民政府委员会之派出机关。”有研究者指出，由于法律不完善、定位问题，专员区公署在日常行政中存在种种问题。1958年，伴随着大跃进，中央政府首次向地方分权，权力下放。专署由此扩权。
1970年代，各专区改为“地区”，设立“地区行政公署”。

### 备注
1. ↑  翁有为文章原文[1]：鉴于专署层级普遍实施的现实，1950年1月6日政务院第14次政务会议通过并于次日公布的《省人民政府组织通则》第13条规定：“各省得根据需要划为若干专员区，各设专员一人，并得设副专员一至二人。专员公署为省人民政府委员会之派出机关。”③这是专员区公署制推行最直接和明确的法律依据。但这实际上只是关于专署性质和地位的规定，即系省政府的“派出机关”，而非一级正式政府；而对于推行于全国的专署这一机构的组织工作部门的设置和编制，其任务、职责和职权，其工作原则和工作程序，其与中央和省的关系，其与县及县以下政府的关系，此通则均无规定。相比较来看，县之下的区虽然在一些地区是县政府的派出机关，却也有其组织法规。与此同理，作为省政府派出机关的专署的具体组织状况也是可以制定相应的单行法规给予详细规定的。这种在全国普遍设置、却无具体法规框定的行政组织，其运行自然有时会受到无法可依的困扰。……四、“大跃进”运动中专署的及其变化 关于专署法制探索的成果，却由于1957年春夏之交的反右派运动和1958年后的“大跃进”运动的开展，未能巩固下来。专署的权限和机构设置与宪法精神是否符合的问题，遂被搁置。在这种情况下，专署的权限又面临着再扩张的可能……

### 引用
1. 1 2  翁有为. . 中共党史研究 (北京市: 中共中央党史和文献研究院). 2007, (2007年第1期): 92–99. ISSN 1003-3815. （原始内容存档于2020-04-22） （简体中文）.
2. ↑  .   [2013-01-11]. （原始内容存档于2012-12-14）.